# Kloster Götschendorf

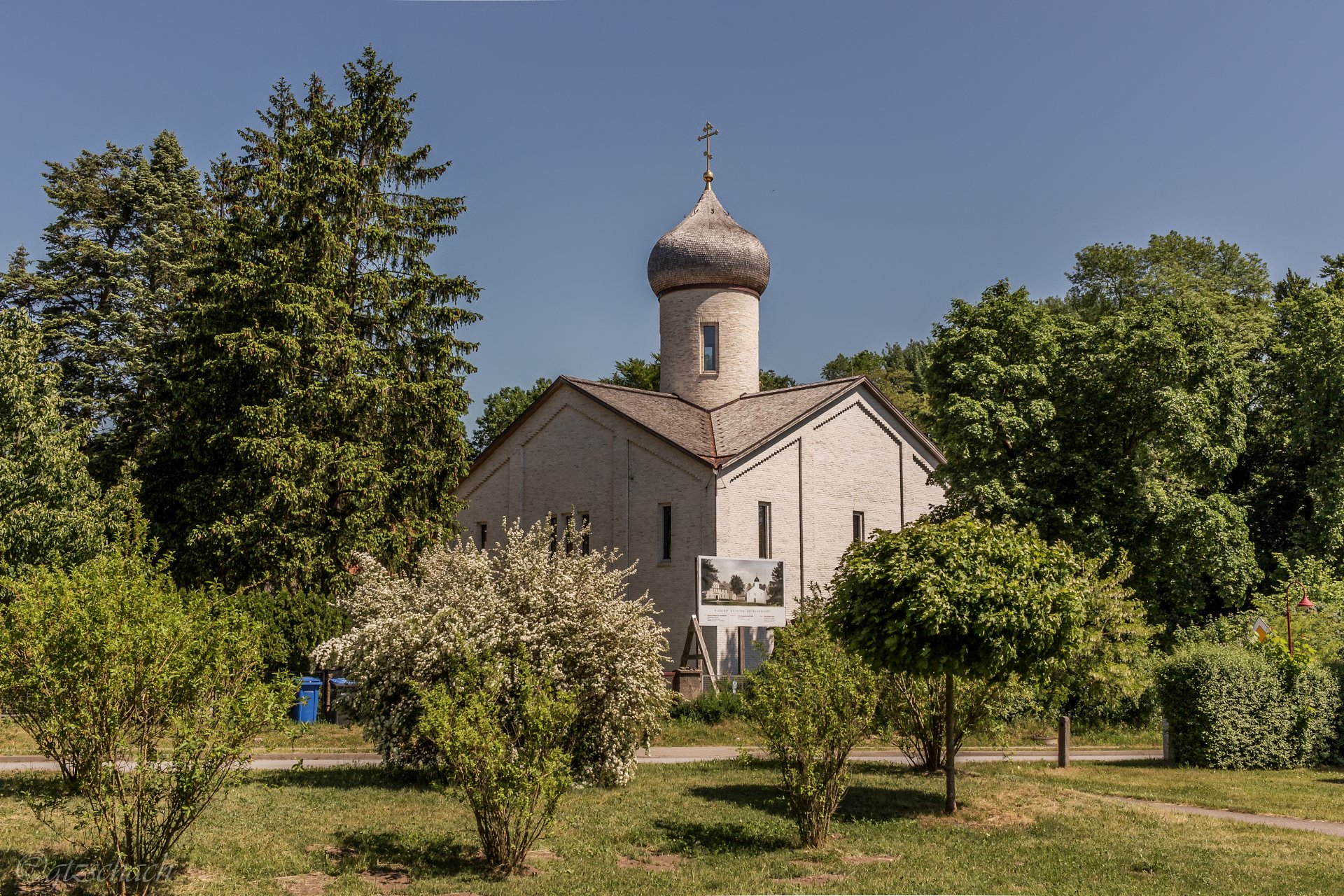
Klosterkirche St. Georg

Das Kloster St. Georg (russisch Георгиевский монастырь) ist ein russisch-orthodoxes Kloster in Götschendorf in der Uckermark. Es ist das einzige Kloster der Berliner Diözese der Russisch-Orthodoxen Kirche.

## Anlage
Das Kloster befindet sich auf einer vier Hektar großen Anlage im Dorf Götschendorf, gut 50 Kilometer nördlich der Stadtgrenze von Berlin. Auf dem Gelände befinden sich eine in Vollendung begriffene russisch-orthodoxe Kirche, ein Wohngebäude der Mönche, ein Gästehaus und weitere Gebäude.

## Geschichte

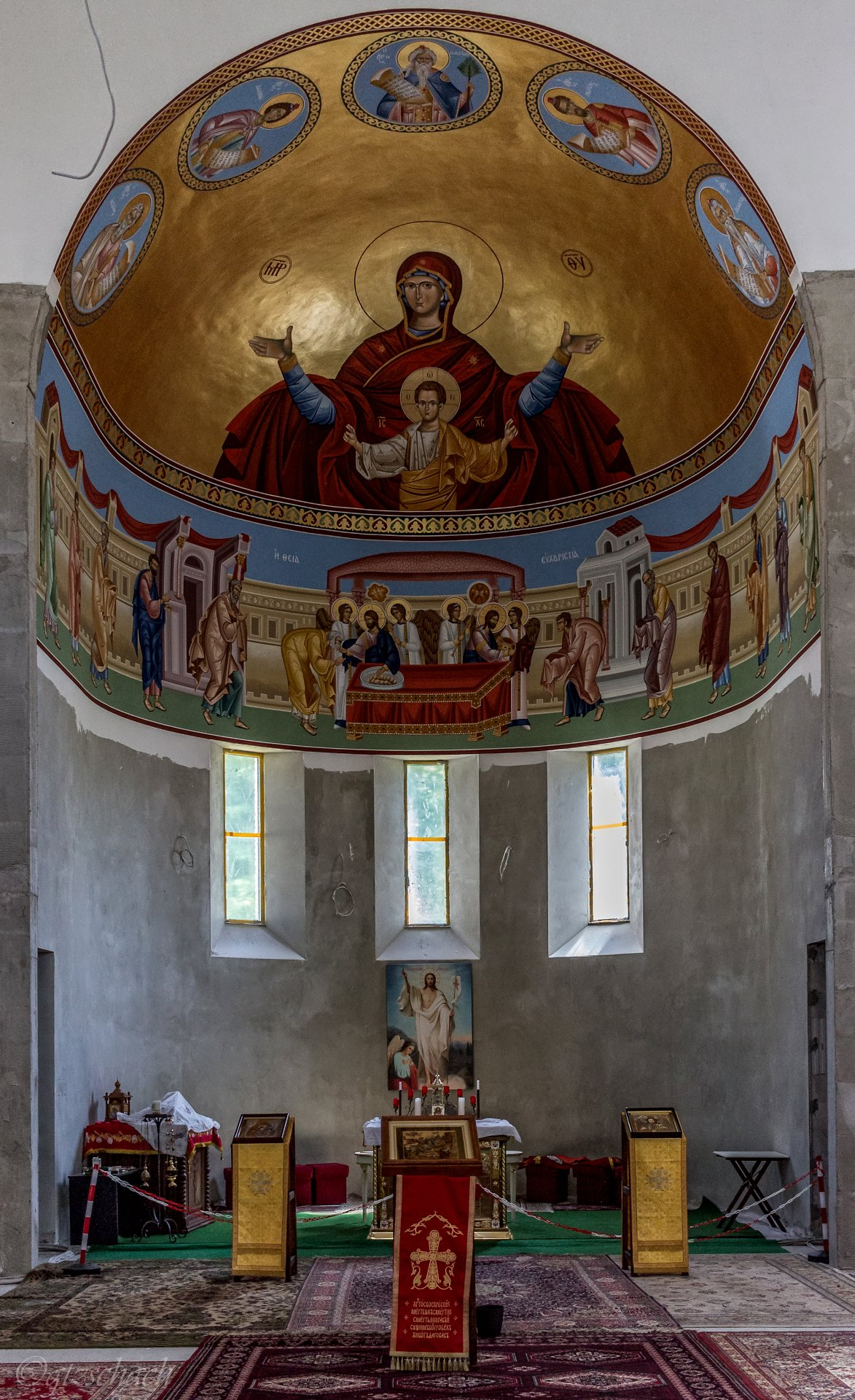
Innenansicht der Klosterkirche

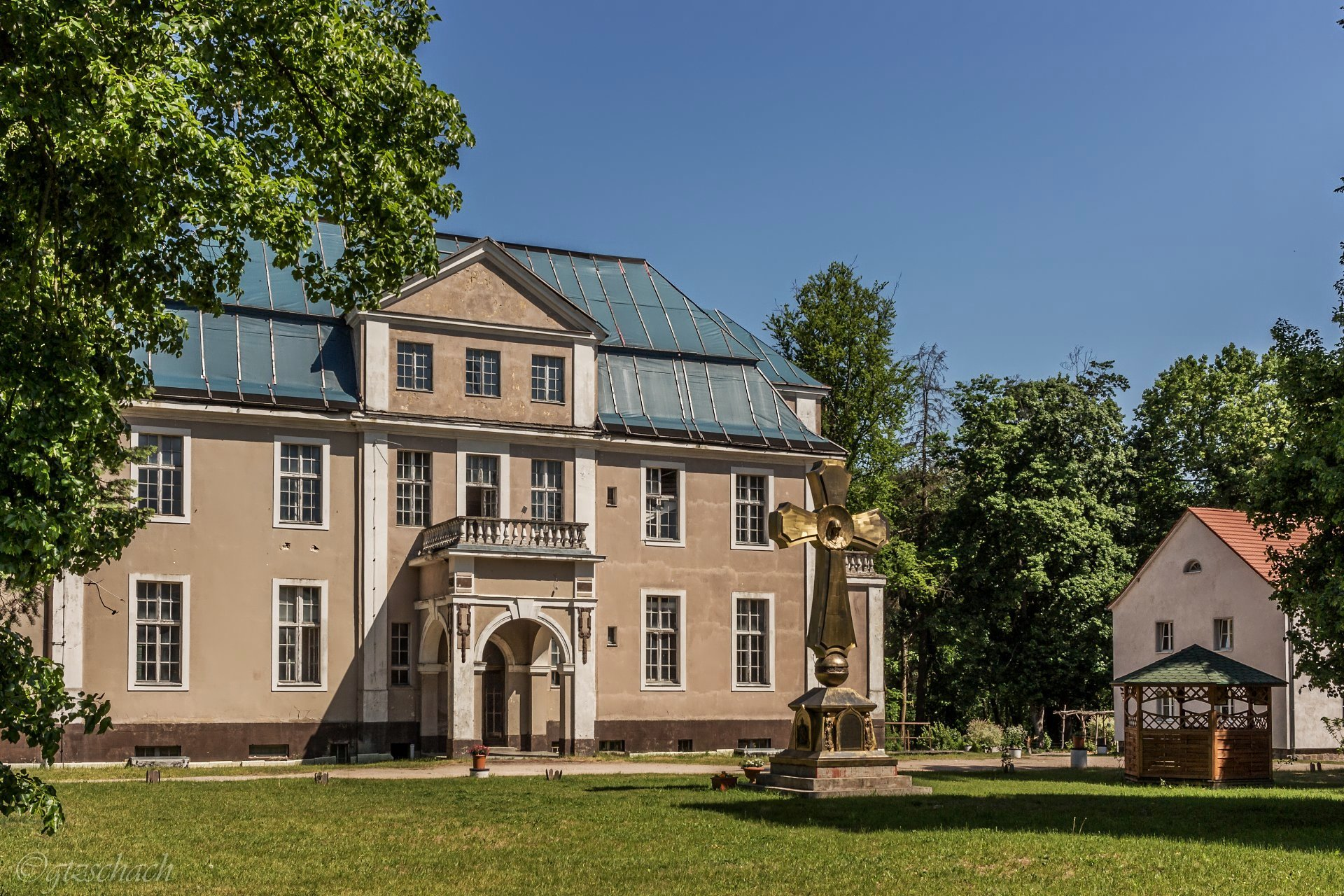
Ehemaliges Gutshaus und jetziges Hauptgebäude des Klosters Götschendorf

Das Anwesen – ein ehemaliges Gut mit Herrenhaus – gehörte jahrhundertelang der Familie von Arnim. 1910 erwarb Fürst Leopold zur Lippe-Detmold das Gut Götschendorf. 1910/11 ließ er sich ein neues Schloss durch den Architekten Albert Wehe erbauen. 
In den 1930er und 1940er Jahren diente das Grundstück als Jagd- und Gästehaus von Hermann Göring. Danach war es Ferienhaus der Nationalen Volksarmee und des Ministeriums für Staatssicherheit. Nach der Wende wurde es nicht mehr genutzt und stand seit 1996 leer.
Der Russland-Journalist Norbert Kuchinke stieß auf seiner Suche nach einem Standort für ein von ihm geplantes russisch-orthodoxes Kloster in der Nähe Berlins 2006 auf das Gelände. Nach anfänglichem Zögern der einheimischen Verantwortlichen halfen schließlich Kontakte in die Potsdamer Staatskanzlei und die Fürsprache von Pfarrer Horst Kasner aus Templin bei der Verwirklichung des Projekts.
Das Gelände wurde für einen symbolischen Euro gekauft mit der Auflage, mindestens 3 Millionen Euro in den nächsten 15 Jahren in den Ausbau des Geländes zu investieren. Ein persönliches Gespräch Norbert Kuchinkes mit Präsident Putin brachte einen Teil der benötigten finanziellen Unterstützung. 2007 wurde das Kloster auf Beschluss der Obersten Synode der Russisch-Orthodoxen Kirche offiziell gegründet.
Im Zuge der Um- und Neubauarbeiten wurde eine Kirche im nordrussischen Stil errichtet. 2011 zogen die ersten Mönche ein. 2013 wurde ein Kreuz auf der Kuppel durch Erzbischof Feofan geweiht. Zu dieser Zeit lebten fünf Mönche im Kloster.

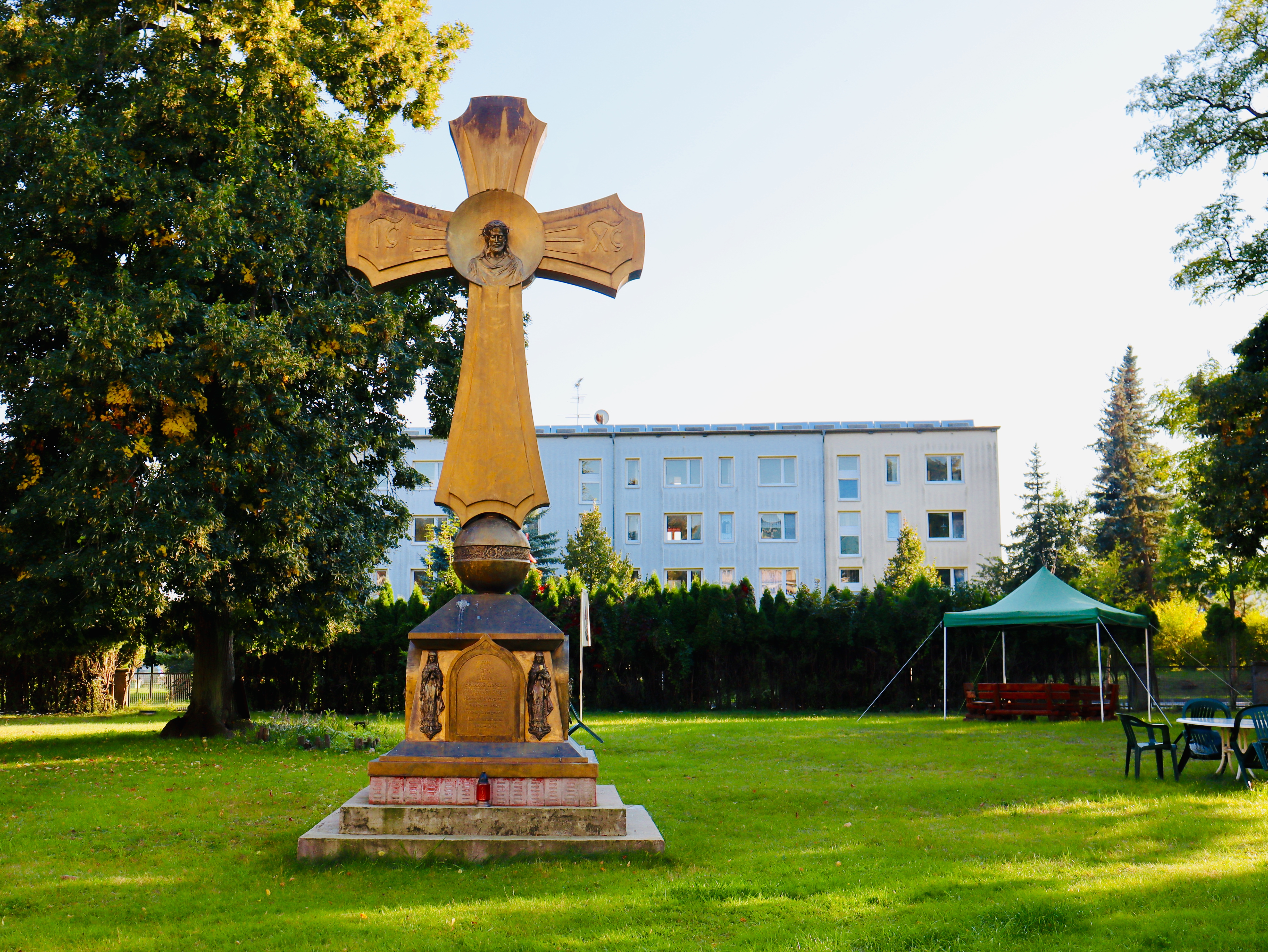
Das 2015 geweihte Gedenkkreuz auf der Klosterwiese

2015 wurde in einem feierlichen Gottesdienst ein Kreuz zum Gedenken an das Kriegsende vor 70 Jahren geweiht.